# 嗅觉
嗅觉是一种由感官感受的知觉。它由两感觉系统参与，即嗅神经系统和鼻三叉神经系统。嗅觉和味觉会整合和互相作用。嗅觉是一种远感，即是说它是通过长距离感受化学刺激的感觉。相比之下，味觉是一种近感。且就感知能力上遠比味覺複雜，人可以辨識約一萬種以上的不同氣味，這些是由7個最基本的味道感知分子所產生的。嗅覺也是動物所主要的感覺之一，許多生物雖然沒有很好的視力，卻有相當敏銳的嗅覺，因為發覺嗅覺對於有機體健康的重要與關聯性，在近年來的醫學上有關嗅覺研究的變得受歡迎。

## 嗅覺系統
嗅覺系統是指感受气味的感覺系統，它将化学信号转化为感受。大部份哺乳類及爬蟲類動物的嗅覺系統由主要嗅覺系統（main olfactory system）及輔助嗅覺系統（accessory olfactory system）组成。前者負責感應氣態物質的氣味，後者則負責感應液態物質的氣味。

### 生理结构
脊椎动物的嗅觉感受器通常位于鼻腔内由支持细胞、嗅细胞和基细胞组成的嗅上皮中。在嗅上皮中，嗅觉细胞的轴突形成嗅神经。嗅束膨大呈球状，位于每侧脑半球额叶的下面；嗅神经进入嗅球。嗅球和端脑是嗅觉中枢。外界气味分子接触到嗅感受器，引发一系列的酶级联反应，实现传导。大多数行为研究表明辅助嗅觉系统接受的气味通常是信息激素。

#### 中央系统
嗅觉感受神经的轴突在嗅球上聚合形成的簇群，叫做嗅小球。在嗅小球内，轴突接触到僧帽细胞的树突以及其他种类细胞。帽僧细胞将其轴突延伸到各个大脑区域，包括嗅前核、梨形皮质、中央杏仁核、内嗅皮质和嗅觉小瘤。
嗅覺的受器位於鼻腔上方的鼻黏膜上，其中包含了支持功能的皮膜細胞和特化的嗅細胞。

### 作用机理
对于哺乳类动物来说，主要嗅觉系统从鼻子吸入气体，接触到包含有很多种嗅觉感受器的嗅觉上皮细胞，从而探测到气味。这些气味感受器是嗅觉上皮细胞上的两极嗅觉感受神经的膜蛋白。并不是像大多数感受器结合特定的配体，嗅觉感受器对很多范围的气体分子呈现亲和性。嗅觉神经将感受器激活成电子信号。信号从而在嗅觉神经上转导。嗅觉神经，类似于感光神经，并不是边缘神经系统的一部分，但是被定义为大脑的一部分。嗅觉神经一直延伸到嗅球，嗅球是属于中央神经系统的。在不同嗅觉神经上，嗅觉感受器的复杂设计可以从背景环境气体中识别新的气体并且决定气体的浓度。

## 作用与影响
嗅觉是外激素通讯实现的前提。在生物界昆虫方面，它们的触角有嗅毛。有趣的是雄性家蚕只能嗅到雌性的外激素。但相当灵敏，只要一分子的外激素就能引起它的神经冲动。

## 嗅覺消失

### 徵象與症狀
嗅覺靈敏度較低與鼻子呼吸困難有关系。人生病時，常常會嗅覺消失。若不明原因的聞不出氣味則叫作失嗅，此症由於鼻腔阻塞，空氣到達不了鼻子的靈敏區；其次是嗅覺神經受傷或損壞，以及腦的嗅覺中區有病。鼻阻塞性失嗅是由於鼻息肉、腫瘤和鼻粘膜腫脹。鼻的嗅覺神經損傷多由於病毒感染和過敏反應，此外頭部損傷、鼻部手術或腫瘤也會造成嗅覺神經組織損傷。失嗅的人仍可靠舌頭分辨出咸、酸和苦味，唯無法分辨香味。

### 診斷
雖無感冒症狀，唯嗅覺消失時應即時找醫師就診。失嗅主要由鼻息肉與慢性過敏反應所引起，當然也不完全排除鼻內腫瘤之可能性。

### 治療
大多數鼻中隔偏曲很少會引起不適，也無需做什麼處理。如一側鼻塞太嚴重可以做鼻中隔矯正術，此術可在門診局部麻醉下施行，也可住院全身麻醉手術。